# Montpont-en-Bresse
Montpont-en-Bresse is een gemeente in het Franse departement Saône-et-Loire (regio Bourgogne-Franche-Comté). De plaats maakt deel uit van het arrondissement Louhans. Montpont-en-Bresse telde op 1 januari 2022 1.087 inwoners.

## Geografie
De oppervlakte van Montpont-en-Bresse bedroeg op 1 januari 2022 37,46 vierkante kilometer; de bevolkingsdichtheid was toen 29 inwoners per km².

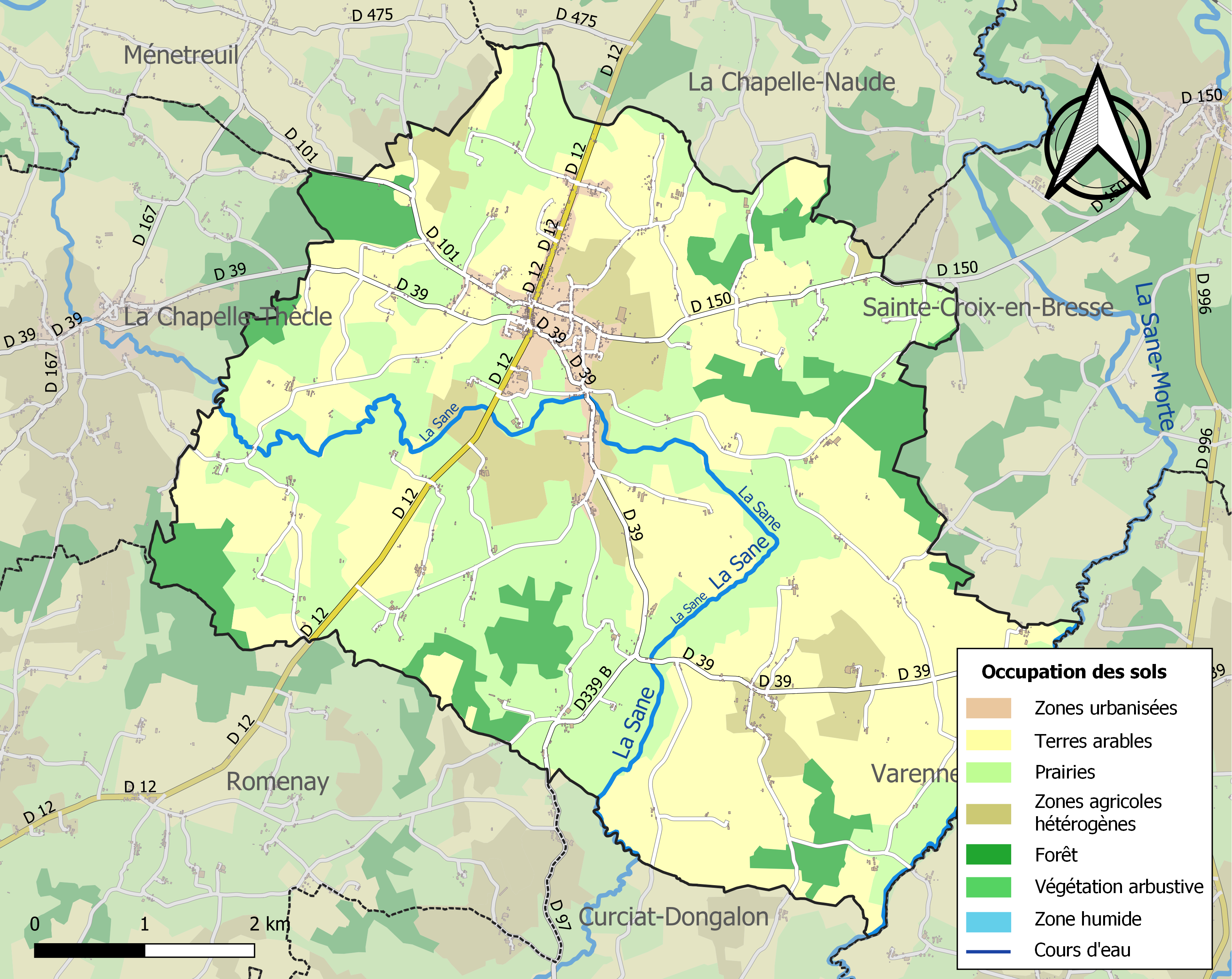
Kaart van de gemeente met de belangrijkste infrastructuur, bodemgebruik en omliggende gemeenten

## Demografie
Onderstaande figuur toont het verloop van het inwonertal (bron: INSEE-tellingen).